# Agrilus antiquus
Agrilus antiquus é uma espécie de inseto do género Agrilus, família Buprestidae, ordem Coleoptera.
Foi descrita cientificamente por Mulsant & Rei, 1863.